# 潘及的搞笑日记
《潘及的搞笑日记》（韓語：반지의 비밀일기）是韩国的动画，于KBS在2017年7月13日首播，台湾则于MOMO親子台播出。
主角「潘及」是个小学生。

## 人员
导演: 林晚植、韓承佑

## 人物
琴潘及/금반지（配音:黃玉奇）
于珍（配音:黃玉奇）
英文老師（配音:黃玉奇）
卞恩心（配音:陳貞伃）
蘇拉（配音:陳貞伃）
金主任（配音:陳貞伃）
香香（配音:姜翊昀/李昀晴）
琴丹及（配音:姜翊昀/李昀晴）
卞金心（配音:姜翊昀/李昀晴）
金淑姬（配音:張雅婕）
晶晶（配音:張雅婕）
古丹老師（配音:張雅婕）
琴恩東（配音:張敦喻）
王斌達（配音:張敦喻）
胡勇（配音:吳愷笛）
李助理（配音:吳愷笛）